# Strukturní geologie

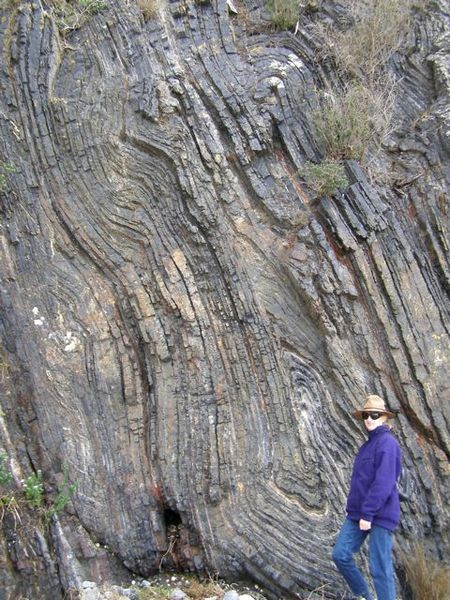
Vrásněná hornina

Strukturní geologie studuje horniny a zemské těleso z hlediska struktur (staveb), které jeví systematičnost nebo zákonitost vzhledem k jistým deformačním mechanismům a geologickým procesům. Tato disciplína se snaží myšlenkově propojit vznik struktur nejrůznějších měřítek. Předmětem zájmu tak jsou např. vztah strukturních jednotek v objemu Himálajského horstva nebo na druhé straně uspořádání submikroskopických pórů v hornině. Obdobně se v případě deformačních mechanismů a geologických procesů zajímá např. o podmínky na rozhraní dvou sousedících litosférických desek stejně tak jako o význam hranice krystalických mřížek dvou sousedících zrn v hornině.
Hlavním cílem strukturní geologie je na základě současných geometrických vztahů struktur v hornině popsat její deformační historii a dále napěťové pole, které deformaci s danou geometrií způsobilo. V konkrétních případech je cílem vztáhnout historické variace lokálního napěťového pole na dané lokalitě k deformačním, resp. napěťovým vzorcům regionálního měřítka.
Strukturní geologie je tak úzce spjata s teorií deskové tektoniky, která v souvislostech popisuje geologické procesy způsobující systematickou deformaci největších měřítek, kterou pozorujeme na útvarech jako je např. již zmiňované horské pásmo nebo středooceánský hřbet.
Různé deformační procesy probíhají za různých teplotně-tlakových podmínek a v čase se na sebe mohou nakládat (superponovat), což dovoluje při studiu výsledných struktur rozlišit nejvýraznější deformační (a většinou úzce spjaté metamorfní) fáze v historii horniny.
V tomto ohledu jsou strukturní geologii blízké disciplíny petrologie a reologie.
- První uvedená je zdrojem kvantifikovaných dat o teplotně-tlakové dráze horniny zjišťovaných zejména na základě chemického složení a zaznamenaných chemických změn (metamorfního vývoje).
- Druhá pak objasňuje fyzikální dopad těchto podmínek na mechanickou odezvu horniny při deformaci. V této souvislosti je pro geologii zásadní veličinou navíc rychlost deformace.

## Strukturní prvky

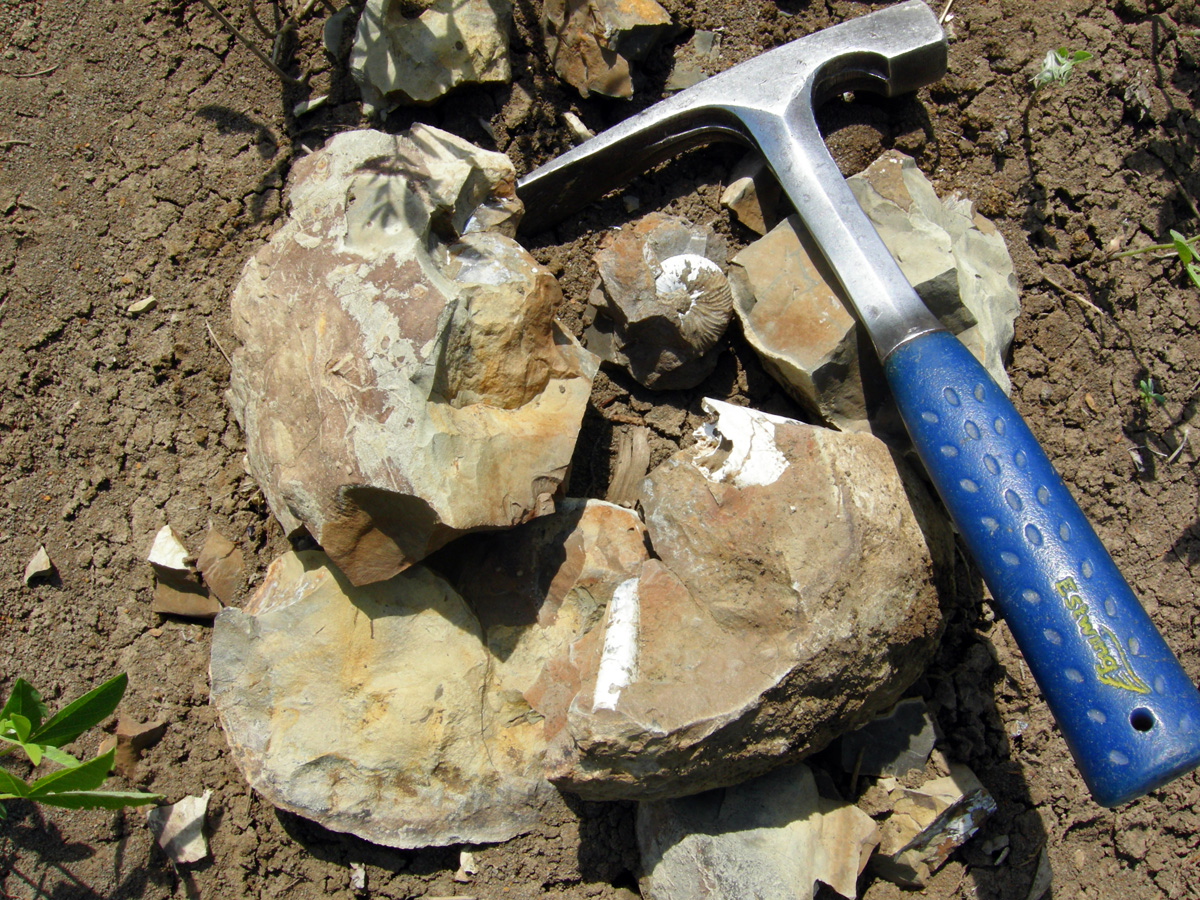
Geologické kladivo

Strukturními prvky jsou obecně nespojitosti a nehomogenity v hornině. Uvažují se v zásadě dva typy: lineární (přímkové) a planární (plošné).
Strukturní prvek může být buď reálný, nebo pouze myšlený geometrický útvar. Reálný prvek je definovaný nespojitostí nebo nehomogenitou v materiálu, typickým představitelem je zlom.
Naopak myšlený prvek je určen propojením reálných, resp. myšlených prvků, tak například osní rovina vrásy je smyšlená rovina propojující zámky, resp. osy vrás.
Hlavní zájem strukturní geologie patří strukturním prvkům, které se ve zkoumaném objemu horniny opakují a vykazují statisticky přednostní (nenahodilou) orientaci.

### Lineární strukturní prvky
- minerální lineace - orientace dlouhých os podlouhlých minerálních zrn
- osy vrás - orientace hřbetů vrás
- intersekční lineace - orientace průsečíku dvou planárních prvků

### Planární strukturní prvky
- plochy vrstevnatosti – sedimentární strukturní prvky
- foliační plochy – deformační strukturní prvky
- vrásové osní plochy
- zlomové plochy – jimi oddělené horninové bloky vykazují vzájemné posunutí
- pukliny – jimi oddělené horninové bloky nevykazují vzájemné posunutí

## Strukturní analýza
Účelem strukturní analýzy je kvalitativní popis, kvantifikace a interpretace vzniku strukturních prvků na výchozech a v odebraných horninových vzorcích. Grafickým výstupem je strukturní mapa, textová sada dat orientací strukturních prvků a jejich zobrazení v různých typech diagramů (pólový, růžicový aj.). Výstupem po syntéze dat také bývají hloubkové řezy, které se vztahují k daným liniím ve strukturní mapě. Úplnou syntézu strukturních měření představují 3D blok-diagramy.

### Terénní práce

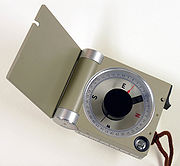
Geologický kompas

Základem strukturní analýzy je terénní práce v zájmové oblasti plošného rozsahu v jednotkách až desítkách km². Měří se struktury viditelné pouhým okem na výchozech hornin (skalisko, zářez silnice nebo řeky, lom, štola aj.). V tomto ohledu je obzvlášť důležitá definice výchozu jako nepřerušeného pokračování skalního podloží, neboť orientace struktur pozorovatelných na odděleném bloku nelze použít pro vytvoření strukturní mapy.
Nezbytnou terénní výbavu pro strukturní mapování tvoří zápisník pro písemnou dokumentaci, podkladové mapy pro zaznamenání poloh nejen dokumentačních bodů, geologické kladivo a geologický kompas. Geologické kladivo je třeba pro získání čerstvého lomu horniny, který výrazně usnadňuje vizuální prozkoumání mineralogie a strukturních vztahů horniny v měřítkách jednotek až desítek cm². Geologický kompas umožňuje měřit orientaci struktur (azimut a sklon). Dalšími pomůckami bývají podle potřeb a možností fotoaparát, lupa, GPS aj.

### Laboratorní metody
Základní laboratorní metodou nejen strukturního geologa je optická mikroskopie.
Pro účely strukturní analýzy se pozoruje hlavně v procházejícím světle, méně často v odraženém – to je naopak zásadní např. v ložiskové geologii.
Horninový vzorek se pro tento účel upravuje do formy výbrusu, tedy asi 30 μm tlusté destičky obecně libovolné plochy, typicky však menší než 3 x 4,5 cm. Taková tloušťka dovoluje světlu procházet od zdroje světla výbrusem přes okulár do očí pozorovatele nebo do fotografického přístroje. Při pozorování se standardně používá rovinně polarizované světlo zajištěné polarizátorem nastálo umístěným mezi zdrojem světla a výbrusem. Mezi výbrusem a okulárem je standardně další, tentokrát však snadno vysunovatelný polarizátor s rovinou polarizace v kolmém směru k rovině prvního polarizátoru. Takto je možno pozorovat ve dvou různých zobrazeních, z nichž každé odkrývá různé vlastnosti studovaných minerálních zrn a hornin.
Kromě zásadních informací o mineralogii horniny, která je spíše předmětem studia petrologie, lze pomocí této metody lépe charakterizovat mikrostruktury a k nim vedoucí deformační mechanismy.